# John Alick
John Alick (Luganville, 25 de abril de 1991) es un futbolista vanuatuense que juega en la demarcación de centrocampista para el Solomon Warriors FC de la S-League.

## Selección nacional
Hizo su debut con la selección absoluta de Vanuatu el 23 de noviembre de 2017 en un encuentro amistoso contra Estonia que finalizó con un resultado de 0-1 a favor del combinado estonio tras el gol de Frank Liivak.

## Clubes
| Club                  | País               | Año       | Partidos | Goles |
| --------------------- | ------------------ | --------- | -------- | ----- |
| Malampa Revivors FC   | Vanuatu            | 2010-2015 |          |       |
| Hekari United FC      | Papúa Nueva Guinea | 2015-2016 |          |       |
| Malampa Revivors FC   | Vanuatu            | 2016-2017 | 3        | 1     |
| Erakor Golden Star FC | Vanuatu            | 2017      |          |       |
| Solomon Warriors FC   | Islas Salomón      | 2017-     | 15       | 3     |